# Уилкинсон, Джонатан
Джонатан Уилкинсон (англ. Jonathan Wilkinson; род. 11 июня 1965, Су-Сент-Мари) — канадский политик, член Либеральной партии, министр природных ресурсов (2021—2023), министр энергетики и природных ресурсов (2023—2025).
Министр рыболовства, океанов и береговой охраны Канады (2018—2019), министр по делам окружающей среды и изменения климата Канады (2019—2021).

## Биография
Провёл детские годы в Саскатуне, в молодости возглавлял саскачеванское подразделение молодёжной организации Новой демократической партии — Молодые новые демократы Канады.
Получил степень бакалавра искусств в Университете Саскачевана, степень магистра искусств по международным отношениям в Макгиллском университете, а по философии, политике и экономике — в Оксфордском университете, куда поступил как стипендиат Родса. Некоторое время находился на государственной службе в должностях советника премьер-министра провинции, специалиста по отношениям между провинциями и федеральным центром и консультанта по конституционным вопросам. Затем возглавил службу глобального консалтинга в компании Bain & Company, занимал должности старшего вице-президента по развитию бизнеса в Nexterra и старшего исполнительного директора в QuestAir Technologies и BioteQ Environmental Technologies. В общей сложности проработал около 20 лет в частных компаниях, специализирующихся на экологически чистых технологиях.
21 октября 2015 года триумфально победил на парламентских выборах в округе Северный Ванкувер, набрав в два с лишним раза больше голосов, чем принципиальный конкурент от Консервативной партии Эндрю Сэкстон (соответственно 56,6 % и 26,9 %).
2 декабря 2015 года назначен парламентским секретарём министра окружающей среды и проблем изменения климата в первом составе правительства нового премьер-министра Джастина Трюдо.
18 июля 2018 года получил в кабинете Трюдо портфель министра рыболовства, океанов и береговой охраны.
21 октября 2019 года переизбран в прежнем округе, заручившись поддержкой 42,7 % избирателей.
20 ноября 2019 года Трюдо произвёл новые кадровые перемещения в правительстве, в числе прочих мер назначив Уилкинсона министром окружающей среды и проблем изменения климата. Аналитики называли среди причин перемещения Уилкинсона необходимость разнообразить представительство регионов в федеральном правительстве после выборов, стоивших Либеральной партии утраты абсолютного большинства в Палате общин и к формированию правительства меньшинства. Детство Уилкинсона прошло в провинции Саскачеван, и его назначение призвано смягчить импульсы к так называемому «западному сепаратизму», разговоры о котором участились после этих выборов, стоивших либералам особо тяжёлых поражений в некоторых регионах, включая Саскачеван.
20 сентября 2021 года состоялись досрочные парламентские выборы, которые принесли Уилкинсону победу с результатом 45,1 % против 28,1 % у его основного соперника, кандидата консерваторов Леса Джиклинга (Les Jickling).
26 октября приведён к присяге новый состав правительства Трюдо, в котором Уилкинсон получил портфель министра природных ресурсов.
26 июля 2023 года в ходе серии кадровых перемещений в правительстве Уилкинсон назначен министром энергетики и природных ресурсов.
14 марта 2025 года при формировании правительства Карни сохранил прежнюю должность.
13 мая 2025 года премьер-министр Марк Карни произвёл по итогам парламентских выборов масштабные перестановки в Кабинете, в результате которых Уилкинсон был исключён из правительства.